# Val-de-Chalvagne
Val-de-Chalvagne é uma comuna francesa na região administrativa da Provença-Alpes-Costa Azul, no departamento dos Alpes da Alta Provença. Estende-se por uma área de 32,57 km². Em 2010 a comuna tinha 90 habitantes (densidade: 2,8 hab./km²).